# Stefan Zand (inżynier)

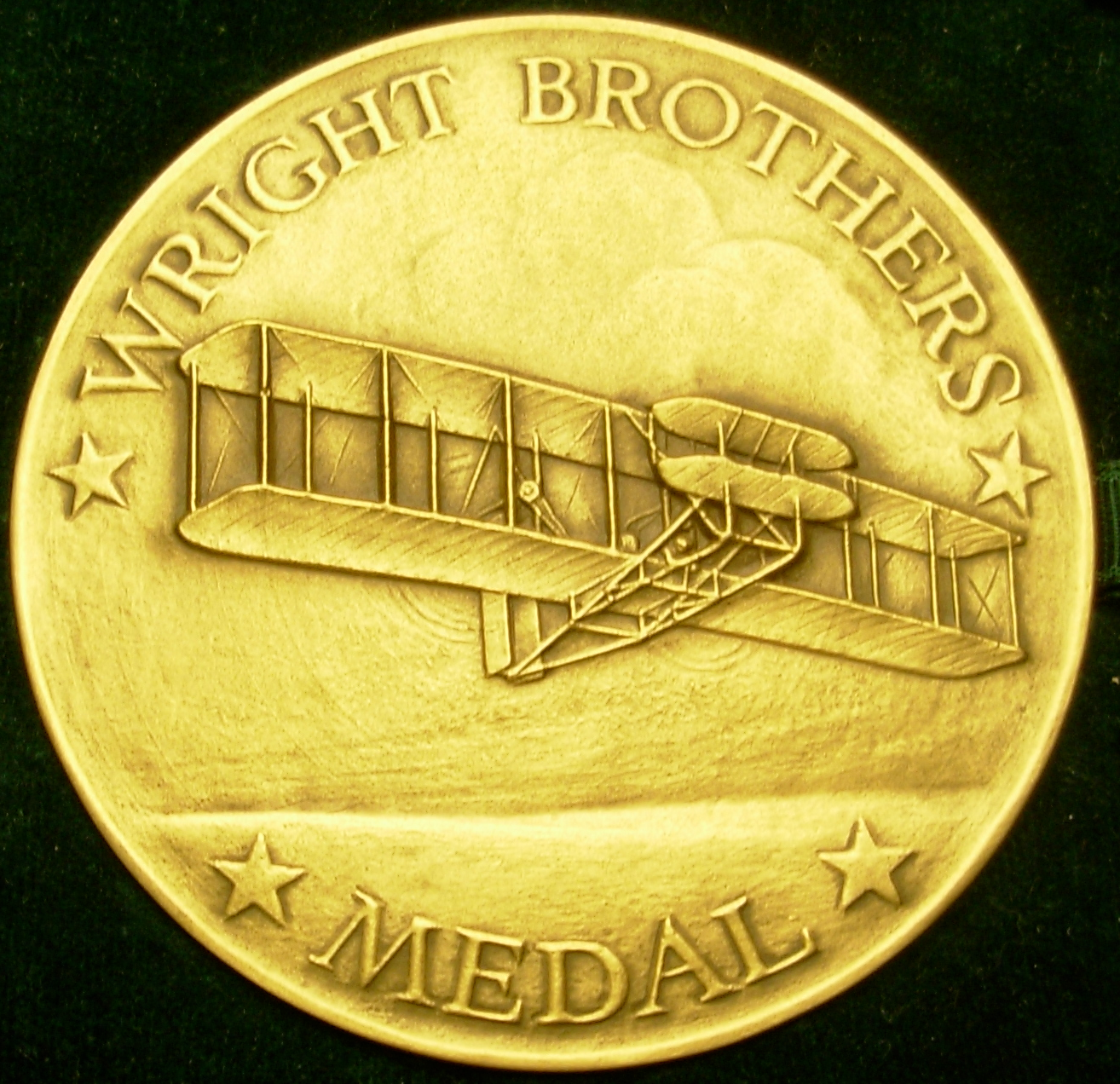
Medal Braci Wright

Stefan Zand (ur. 18 września 1898 w Łodzi, zm. 20 stycznia 1963 w Massachusets) – polski inżynier, polski lotnik i amerykański wynalazca.

## Życiorys
Stefan Zand urodził się 18 września 1898 roku w Łodzi, w rodzinie Izydora (Izaaka Abrahama) i Eleonory z Wolbergów. Ukończył studia inżynierskie na politechnice w Zurichu i aeronautykę w Paryżu.
W latach 1920–1922 służył w polskim lotnictwie.
Od 1925 roku mieszkał w Stanach Zjednoczonych (USA). W 1939 roku otrzymał obywatelstwo amerykańskie. Pracował w laboratorium lotniczym Sperry Gyroscope w Brooklynie w USA.
Wynalazł substancję, która umieszczona na ścianach samolotu, powodowała wyciszenie odgłosów i zmniejszenie odczuwania wibracji silników we wnętrzu samolotu.
Wynalazek wdrożyła armia i flota Stanów Zjednoczonych. Za swoje prace poświęcone wibracji wynalazca otrzymał w 1932 r. wielki złoty medal Wrighta. „Prasa amerykańska poświęca wiele miejsca wynalazkowi polskiego inżyniera Stefana Zanda, łodzianina pracującego w laboratorium Sperry Gyroskope Brooklin. Wynalazek Zanda polega na tem, że absorbuje on hałas, spowodowany hukiem motoru samolotu”. „W 1932 r. otrzymał od związku inżynierów amerykańskich wielki złoty medal Wrighta za swoje prace o wibracji w samolotach”.
Żona – Helena ze Stankiewiczów, slawistka, m.in. tłumaczka Popiołów Stefana Żeromskiego (1928) na język angielski.